# Уметнички преглед
Уметнички преглед је био часопис који је излазио сваког месеца осим августа и септембра, у Београду, од октобра 1937 до јануара 1941. Покретач и уредник часописа био је Милан Кашанин. 
Часопис богато опремљен уметничким репродукцијама, обухватао је широку област културе, ликовних уметности, архитектуре, урбанизма, нумизматике, примењених уметности, домаће и стране, од праисторије и средњег века до модерне скулптуре и сликарства